# Ognata
Il vaso Ognata è una roggia della Bassa Bresciana occidentale che irriga le campagne di Trenzano, Brandico e Longhena.

## Idronimo
Il nome della roggia proviene da Ognato, frazione di Brandico.

## Percorso
Le sue acque provengono da due capofonti in territorio di Trenzano che a loro volta alimentano due rami:
- il Ramo a sera, detto Fioradello, ha inizio presso la cascina detta delle Risorgive, a ovest della strada delle Colonghe;
- il Ramo a mattina, detto Baioncello, che raccoglie anche le acque di scolo della vicina roggia Baioncello Chizzola[1].

I due rami si congiungono nei pressi della cascina Bettolino, sottopassando la statale di Orzinuovi e affiancandola per un breve tratto. Il vaso entra poi in territorio di Brandico e si dirige verso est, in direzione della frazione di Ognato, quindi a sud, verso Castelgonelle, dove poi piega verso oriente per irrigare i terreni a sud della frazione.
Entrata in territorio di Longhena, la roggia viene alimentata da alcune risorgive della zona. Affianca a occidente il centro abitato, per poi gettarsi nella roggia Baiona in prossimità del territorio comunale di Dello.